# José Roman
José Roman  (1 de outubro de 1926 – 19 de março de 1974), filho dos espanhóis Manoel e Trenida Gonzalez, nasceu em Jaú, São Paulo. Foi corretor de imóveis, metalúrgico e dirigente no Partido Comunista Brasileiro (PCB),  em São Paulo, no período da regime militar no Brasil. Foi casado com Lídia Roman, com quem teve dois filhos. Participou, desde os anos 1950, da luta sindical e das categorias de trabalhadores metalúrgicos com a sua esposa. Em 1952, mudou-se com a família para o Rio de Janeiro, onde, entre outras atividades partidárias, atuou no PCB como motorista. Retornou à São Paulo em 1966, continuando suas atividades partidárias até desaparecer em 1974, quando foi combinou com David Capistrano da Costa, outro militante do PCB que retornava ilegalmente ao país pelo exterior, de buscá-lo em Uruguaiana (RS). É um dos casos investigados pela Comissão da Verdade, que apura mortes e desaparecimentos na ditadura militar brasileira.

## Desaparecimento
No dia 19 de março de 1974, José Roman enviou um telegrama para sua esposa, Lídia Roman, avisando da bem sucedida operação na qual participava - a entrada de David Capistrano no país - e de que estava retornando a São Paulo. Dois dias depois, seu filho, José Luiz Roman, recebeu um telefonema informando-o de que seu pai havia sido preso e que sua família deveria providenciar um advogado. Lídia registrou a queixa sobre o desaparecimento numa delegacia policial do Itaim Bibi, bairro da cidade de São Paulo, e fez buscas em diversos órgãos de segurança, mas não obteve informações sobre o paradeiro de José. Nem David Capistrano nem José Roman jamais entraram em contato ou foram vistos por seus familiares depois desse episódio. 
Sua família impetrou um habeas corpus no dia  25 de março de 1974 por meio do advogado Aldo Lins e Silva, mas os órgãos de repressão política negaram que José estava preso. O Comitê de Solidariedade aos Presos Políticos publicou um manifesto em defesa a David Capistrano da Costa e a José Roman em 20 de maio de 1974. Lídia Roman, dez dias depois, enviou uma carta à Câmara dos Deputados informando que seu marido fora preso em março daquele ano e solicitava ajuda para que ele fosse localizado.

## Especulações sobre o paradeiro
Em nota da Comissão Executiva do Partido Democrático Brasileiro (MDB), de 28 de junho de 1974 e publicada no Diário de Brasília, as prisões arbitrárias e os maus-tratos sofridos pelos presos políticos foram denunciadas e reiteradas junto às autoridades, notadamente ao ministro da Justiça. O pedido de esclarecimentos sobre as detenções e o paradeiro de vários oposicionistas desaparecidos no primeiro semestre de 1974 estava entre as exigências do documento. Em 6 de fevereiro de 1975, respondendo a requerimento sobre o paradeiro de desaparecidos, o ministro da Justiça, Armando Falcão, informou que David Capistrano da Costa estava foragido na Checoslováquia e não apresentou nenhuma informação sobre José Roman. O taxista Samuel Dib, que ajudou David Capistrano a entrar no país naquele ano, prestou depoimento na Secretaria de Segurança Pública, no Rio de Janeiro, após ter sido preso em 1975. No seu relato, diz Dib, David Capistrano teria atravessado a fronteira entre Argentina e Brasil pela cidade de Uruguaiana em março de 1974 e, já tendo encontrado José Roman na cidade, regressaram juntos para São Paulo em um carro Volkswagen, modelo 1500, cor gelo, portando 5 mil dólares e grande volume de bagagens. 
Em 1978, com a organização do Comitê Brasileiro da Anistia (CBA), foi elaborada uma lista de desaparecidos políticos, dentre os quais se encontravam os nomes de David e José Roman. Maria Augusta, companheira de Capistrano, teve papel destacado na luta dos familiares de mortos e desaparecidos políticos, sendo uma das fundadoras do CBA/SP.
Ainda em 1978, houve o julgamento de mais de 60 pessoas, acusadas de pertencerem ao Partido Comunista Brasileiro, pelo Conselho Permanente de Justiça da 2a Auditoria da Mari- nha, no Rio de Janeiro. Destas, oito eram desaparecidas, dentre as quais David Capistrano da Costa e José Roman. No julgamento, os oito desaparecidos foram absolvidos.
Em 1992, o ex-sargento e agente do DOI-CODI, Marival Dias Chaves do Canto, viria a dar luz ao caso. Para matéria da revista Veja de  18 de novembro de 1992, afirmou que tanto José Roman quanto David Capistrano estiveram presos no DOI-CODI do Rio de Janeiro e foram levados à chamada Casa da Morte, um centro clandestino de tortura localizado em Petrópolis, onde foram executados e esquartejados e tiveram seus restos mortais ensacados e jogados em um rio. Essa versão da história seria era reafirmada pela revista IstoÉ publicada em março de 2004. Intitulada "Os Matadores", na matéria o ex-funcionário do DOI-CODI afirmava ter visto, em 1974, o coronel José Brant Teixeira chegar à sede do órgão no Rio com os dirigentes comunistas José Roman e David Capistrano, que haviam sido presos quando tentaram regressar ao Brasil pela fronteira do Uruguai. Segundo ele, ambos foram transferidos para a Casa de Petrópolis, onde foram assassinados.
Na semana seguinte, a revista IstoÉ publicou outra matéria, desta vez afirmando que os desaparecimentos dos dirigentes do PCB faziam parte de uma investida contra o partido, cujo comando da operação ficou a cargo do chefe do DOI, o coronel Audir dos Santos Maciel, cujo codinome era Dr. Silva. A missão era "[...] prender e executar os membros do Comitê Central do PCB, sem deixar pistas. Os assassinatos ocorreram em chácaras clandestinas para facilitar a ocultação de cadáveres. [...] Apelidada de “Operação Radar”, resultou na morte de 11 membros do Comitê Central. Além de destruir as gráficas clandestinas do partido, a repressão desmantelou seus diretórios nos estados, em operações que prenderam 679 pessoas". 
Na Lei 9.140/95, publicada no Diário Oficial de Brasília, n. 232, do dia 5 dez. 1995, é possível encontrar os nomes de José Roman e David Capistrano. Essa legislação reconhece como mortas pessoas desaparecidas em razão de participação, ou acusação de participação, em atividades políticas, entre 02/09/61 a 15/08/79, e que por este motivo foram detidas por agentes públicos, achando-se, desde então, desaparecidas, sem que delas haja notícias.